# Piranha (filme de 1995)
Piranha é um filme de horror de Scott P. Levy lançado em 1995 e remake do filme de mesmo nome de 1978 estrelando Mila Kunis.